# Heinz Ellenberg
Pour les articles homonymes, voir Ellenberg.
Heinz Ellenberg, né le 1er août 1913 à Harbourg et mort le 2 mai 1997 à Göttingen, est un écologue, biologiste et botaniste allemand.
Ellenberg était partisan de considérer les systèmes écologiques de façon globale.

## Biographie
Le père d’Ellenberg, professeur des écoles, meurt durant la Première Guerre mondiale. Ellenberg étudie à Hanovre de 1920 à 1932 et commence à s’intéresser à la faune et la flore locale. Il rencontre alors Reinhold Tüxen.
En 1932, il part à Montpellier, où il commence à étudier l’écologie sous la direction de l’écologue suisse Josias Braun-Blanquet. Après ce séjour, il étudie la botanique, la zoologie, la chimie et la géologie à Heidelberg, Hanovre et Göttigen. Là, il obtient son doctorat en 1938 sous la direct de Franz Firbas.
Après l’obtention de son doctorat, il travaille au centre de cartographie de la végétation de Hanovre sous la direction de Reinhold Tüxen. En 1941, il se marie avec Charlotte Metelmann. Durant la guerre, Ellenberg travaille avec succès sur le développement de plantations pour les toits des bunkers afin de leur permettre de se fondre dans le paysage et tromper les avions ennemis.
Après la guerre, il est l’assistant de Heinrich Karl Walter à Stuttgart. En 1953, il est nommé professeur à l’université de Hambourg. À partir de 1958, il est nommé directeur du département de botanique de l’École polytechnique fédérale de Zurich. En 1966, il part à l’université de Göttingen où il obtient le titre de professeur émérite en 1981. Après son départ à la retraite, il s’occupe d’une ferme et fait paraître une révision de Vegetation Mitteleuropas mit den Alpen in ökologischer, dynamischer und historischer Sicht.
Heinz Ellenberg est l’un des premiers à montrer expérimentalement l’importance de la distinction entre la niche fondamentale et la niche réalisée chez les végétaux. Il cultive deux espèces de Bromus dans diverses conditions d’humidité et il montre, que dans le cadre d’une culture séparée, chaque espèce a été capable de coloniser tous les habitats. Néanmoins, dans une culture mélangeant les deux espèces, ces dernières se distinguent et montrent une nette préférence soit pour les habitats les plus secs, soit pour les habitats les plus humides. Il est aussi à l'origine d'un célèbre index phytosociologique portant son nom et qui prend en compte différents facteurs environnementaux (humidité, acidité du sol, température, continentalité) et pratiques agricoles (lumière, piétinement, richesse en substances nutritives) déterminés chez plus de 2000 espèces végétales d'Europe Centrale.

## Liste partielle des publications
- Vegetation Mitteleuropas mit den Alpen in ökologischer, dynamischer und historischer Sicht. - Stuttgart: Ulmer 1996 (5. Auflage; 1. Auflage: 1963),  (ISBN 3825281043)
- Zeigerwerte nach Ellenberg|Zeigerwerte von Pflanzen in Mitteleuropa. - Scripta Geobotanica 1974, 1979 und 1992 ,  (ISBN 3884525182)
- Bauernhaus und Landschaft in ökologischer und historischer Sicht. - Stuttgart Ulmer 1990,  (ISBN 3800130874)
- Unkrautgemeinschaften als Zeiger für Klima und Boden. Landwirtschaftliche Pflanzensoziologie I. - Stuttgart: Ulmer 1950
- Vegetation Südosteuropas. (Mitautor) - München: Urban & Fischer 1974,  (ISBN 3437301683)
- Wiesen und Weiden und ihre standörtliche Bewertung. - Stuttgart: Ulmer 1952
- Aufgaben und Methoden der Vegetationskunde. - Stuttgart: Ulmer 1956
- Ökosystemforschung. (Hrsg.) - Heidelberg, Berlin, New York: Springer Verlag 1973
- Ökologische Beiträge zur Umweltgestaltung. - Stuttgart: Ulmer 1983